# Jackowicze (obwód brzeski)
Jackowicze (biał. Яцкавічы; ros. Яцковичи) – wieś na Białorusi, w obwodzie brzeskim, w rejonie brzeskim, w sielsowiecie Łyszczyce.

## Historia
Wieś ekonomii brzeskiej w drugiej połowie XVII wieku. 
W XIX w. wieś i folwark Jackowicze Poduchowne i Jackowicze Skarbowe. W pobliżu znajdowały się ponadto dwa majątki: Jackowicze Czerwińce należący do Tołoczków oraz Jackowicze Lenne al. Wierzbowo, będący własnością Tarnowieckich, a także folwark Julianowo.
W dwudziestoleciu międzywojennym wieś Jackowicze i folwarki Czerwińce oraz Juljanowo leżały w Polsce, w województwie poleskim, w powiecie brzeskim, do 18 kwietnia 1928 w gminie Łyszczyce, następnie w gminie Motykały. Po II wojnie światowej w granicach Związku Sowieckiego. Od 1991 w niepodległej Białorusi.
Po II wojnie światowej do Jackowicz przyłączono folwarki Czerwińce (biał. Чэрвінцы, ros. Червинцы) i Juljanowo (biał. Ульянава, ros. Ульяново).